# GPS
GPS (англ. Global Positioning System) — американская система глобального позиционирования, читается Джи Пи Эс, также ГПС (глобальная позиционирующая система) — спутниковая система навигации, обеспечивающая измерение расстояния, времени и определяющая местоположение во всемирной системе координат WGS 84. Позволяет почти при любой погоде определять местоположение в любом месте Земли (исключая приполярные области) и околоземного космического пространства. Система разработана, реализована и эксплуатируется Министерством обороны США, при этом в настоящее время доступна для использования в гражданских целях — нужен только навигатор или другой аппарат (например, смартфон) с GPS-приёмником.
Основной принцип использования системы — определение местоположения путём измерения моментов времени приёма синхронизированного сигнала от навигационных спутников антенной потребителя. Для определения трёхмерных координат GPS-приёмнику нужно иметь четыре уравнения: «расстояние равно произведению скорости света на разность моментов приёма сигнала потребителем и момента его синхронного излучения от спутников»: {\displaystyle |\mathbf {r} -\mathbf {a} _{j}|=c(t_{j}-\tau )}.
Здесь:
{\displaystyle {a}_{j}} — радиус-вектор {\displaystyle {j}}-го спутника,
{\displaystyle t_{j}} — момент времени приёма сигнала от {\displaystyle {j}}-го спутника по часам потребителя,
{\displaystyle \tau } — неизвестный момент времени синхронного излучения сигнала всеми спутниками по часам потребителя,
{\displaystyle c} — скорость света,
{\displaystyle r} — неизвестный радиус-вектор потребителя.

## История
Идея создания спутниковой навигации родилась ещё в 1950-е годы (техническая система — аналог GPS впервые описана в квазифантастическом романе Эрнста Юнгера «Гелиополь», вышедшем в 1949 году). В тот момент, когда в СССР был запущен первый искусственный спутник Земли, американские учёные во главе с Ричардом Кершнером наблюдали сигнал, исходящий от советского спутника и обнаружили, что благодаря эффекту Доплера частота принимаемого сигнала увеличивается при приближении спутника и уменьшается при его отдалении. Суть открытия заключалась в том, что если точно знать свои координаты на Земле, то становится возможным измерить положение и скорость спутника, и наоборот, точно зная положение спутника, можно определить собственную скорость и координаты.
Важной вехой на пути к созданию межвидовой спутниковой навигационной системы вооружённых сил стал запуск спутников по программе Timation на низкую околоземную орбиту. Работы по программе Timation были начаты в Центральной военно-морской лаборатории в 1964 году. Инициатором программы выступал флот для собственных нужд, и на том этапе о создании единой системы для всех видов вооружённых сил речи не шло.
В 1973 году была инициирована программа «DNSS», позже переименованная в «Navstar» (Navigation Satellite Timing and Ranging — навигационые спутники времени и дальности). Спутники по программе NavStar выводились значительно выше, на среднюю околоземную орбиту. Современное название «GPS» программа получила в декабре 1973 года.
| Навигационные спутники Военно-морских сил США (1967—1981) |                    |                    |                                 |                                  |                            |
| Спутник | T-1                | T-2                | NTS-1                           | NTS-2                            | NTS-3                      |
| Дата запуска | 31 мая 1967        | 30 сентября 1969   | 14 июля 1974                    | 23 июня 1977                     | март 1981                  |
| Орбита | низкая околоземная | низкая околоземная | средняя околоземная             | средняя околоземная              | запуск не состоялся        |
| Высота (км) | 920                | 920                | 13 620                          | 20 200                           | запуск не состоялся        |
| Наклонение (град.) | 70                 | 70                 | 125                             | 63,6                             | запуск не состоялся        |
| Эксцентриситет | 0,001              | 0,002              | 0,007                           | 0,0004                           | запуск не состоялся        |
| Масса (кг) | 39                 | 57                 | 295                             | 440                              | 490                        |
| Мощность (Вт) | 6                  | 18                 | 125                             | 400                              | 450                        |
| Частотный диапазон | УВЧ                | УКВ/УВЧ            | УВЧ/L                           | УВЧ/L1/L2                        | УВЧ/L1/L2                  |
| Генератор сигналов (рабочий материал) | кварц              | кварц              | кварц/рубидий                   | кварц/цезий                      | цезий/водородный мазер     |
| Коэф. сноса (10–13 /сут.) | 300                | 100                | 5…10 ({\displaystyle {Med}=} 7) | 1…2 ({\displaystyle {Med}=} 1,5) | {\displaystyle M\xi =} 0,1 |
| Источники информации |                    |                    |                                 |                                  |                            |
| - Blanchard, Walter. The Air Pilot’s Guide to Satellite Positioning Systems. — Shrewsbury: Airlife Publishing Ltd, 1995. — P. 59 — 198 p. — ISBN 1-85310-599-6. - Global Positioning System: Papers published in Navigation. — Alexandria, Va.: Institute of Navigation, 1980. — P. 22 — 246 p. — ISBN 0-936406-00-3. |                    |                    |                                 |                                  |                            |

В создании межвидовой спутниковой навигационной системы в 1970-е участвовали три основных вида вооружённых сил США: ВМС, ВВС и Армия. В этом ими преследовались следующие цели:
- ВМС — для создания комбинированных инерциально-астронавигационных систем наведения баллистических ракет подводных лодок и уточнения координат подводной лодки в момент перед пуском (для точности наведения);
- ВВС — для оснащения военных летательных аппаратов более точной навигационной аппаратурой и повышения точности нанесения бомбо-штурмовых и ракетных ударов;
- Армия — для оснащения подразделений низового тактического звена «секция—отделение», «отделение—взвод», «взвод—рота» сравнительно недорогой, портативной и высокоточной системой для решения широкого спектра задач, оперативного получения точных координат на местности своих и противника, целеуказания и корректировки ракетно-артиллерийских ударов и др.

Аппаратура спутниковой навигации и топографической привязки (GPS-приёмник, устройства вывода координат и баллистические вычислители) предназначалась для размещения на кораблях и подводных лодках-носителях крылатых и баллистических ракет, на танках и бронемашинах, оперативно-тактических ракетных комплексах, самоходных артиллерийских установках и буксируемых артиллерийских орудиях, а также других образцах боевой техники.
К работам по созданию системы были привлечены государственные и частные исследовательские и научно-производственные учреждения:
Учреждения ВМС США
- Центральная военно-морская лаборатория, военно-морская база Анакостия, Вашингтон, округ Колумбия;
- Тихоокеанский морской испытательный полигон, Пойнт-Мугу, Калифорния;
- Атлантический морской испытательный полигон, Патаксент-Ривер, Мэриленд;

Учреждения ВВС США
- Управление разработки систем и вооружения, авиабаза им. Эндрюса, Мэриленд;
- Центр ракетно-космических систем, Лос-анджелесская авиабаза, Калифорния;
- Лаборатория авионики, авиабаза им. Райта и Паттерсона, Огайо;

учреждения Армии США
- Агентство спутниковой связи, Форт-Монмут, Нью-Джерси;
- Управление электроники, Форт-Монмут, Нью-Джерси;
- Управление материально-технического обеспечения, Александрия, Виргиния;
- Инженерно-топографические лаборатории, Форт-Белвор, Виргиния
- Юмский армейский испытательный полигон, Аризона;

Частные научно-производственные учреждения коммерческих структур
- General Dynamics Corp., Astronautics Division, Сан-Диего, Калифорния (головной подрядчик);
- Rockwell International, Inc., Space Systems Division, Дауни, Калифорния;
- TRW Systems Group, Space Technology Laboratories, Inc., Редондо-Бич, Калифорния;
- Stanford Telecommunications, Inc., Саннивейл, Калифорния;
- Analytical Sciences Corp., Бостон, Массачусетс;
- Gruman Aerospace Corp., Бетпейдж, Лонг-Айленд;
- General Electric Co., Джонсон-Сити, Нью-Йорк.

В дальнейшем, ведущими частными подрядчиками по программе NAVSTAR/GPS выступали подразделения компаний General Electric в Вэлли-Фордж, Пенсильвания и Rockwell International в Сил-Бич, Калифорния.
В высших эшелонах власти отношение бюрократии к разрабатывавшейся инновации было довольно скептическим, так как декодирование сигнала не составляло проблемы для средств радиоперехвата СССР, КНР и вооружённых сил других государств.
Первый спутник по программе NavStar выведен на орбиту 14 июля 1974 года. Вывод спутника советской системы позиционирования ГЛОНАСС в 1982 году дал повод конгрессу США выделить деньги и ускорить работы. Шла холодная война, гонка вооружений набирала обороты. В 1983 году начались интенсивные работы по созданию GPS, а последний из всех 24 спутников, необходимых для полного покрытия земной поверхности, был выведен на орбиту в 1993 году, и GPS встала на вооружение. Стало возможным использовать GPS для точного наведения ракет на неподвижные, а затем и на подвижные объекты в воздухе и на земле.
Первоначально глобальная система позиционирования разрабатывалась как сугубо военный проект (во-первых, это делалось в интересах соблюдения режима секретности, во-вторых, коммерческие структуры не усматривали в этом проекте больших дивидендов на перспективу от вывода программного продукта на гражданский рынок товаров и услуг, а в-третьих, суммы военных заказов позволяли подрядчикам не задумываться о функционале двойного назначения). Но после того, как в 1983 году оказавшийся в воздушном пространстве Советского Союза гражданский авиалайнер «Боинг-747» рейса KE007 «Корейских авиалиний» был сбит возле острова Сахалин, и, поскольку причиной была названа дезориентация экипажа в пространстве, президент США Рональд Рейган пообещал разрешить использование системы навигации для гражданских целей во всем мире. Во избежание военного применения системы точность была уменьшена специальным алгоритмом.[уточнить]
Затем появилась информация о том, что некоторые компании расшифровали алгоритм уменьшения точности на частоте L1 и с успехом компенсируют эту составляющую ошибки. 2 мая 2000 года это загрубление точности отменил своим указом президент США Билл Клинтон.

## Техническая реализация
| Блок                                                                                    | Период запусков | Запуски спутников | Запуски спутников | Запуски спутников | Запуски спутников | Запуски спутников | Работают сейчас (на 18.10.2022) | В резерве | На техобслу- живании |
| Блок                                                                                    | Период запусков | Все- го           | Успе- шно         | Неус- пешно       | Гото- вится       | Заплани- ровано   | Работают сейчас (на 18.10.2022) | В резерве | На техобслу- живании |
| --------------------------------------------------------------------------------------- | --------------- | ----------------- | ----------------- | ----------------- | ----------------- | ----------------- | ------------------------------- | --------- | -------------------- |
| I                                                                                       | 1978—1985       | 11                | 10                | 1                 | 0                 | 0                 | 0                               | 0         | 0                    |
| II                                                                                      | 1989—1990       | 9                 | 9                 | 0                 | 0                 | 0                 | 0                               | 0         | 0                    |
| IIA                                                                                     | 1990—1997       | 19                | 19                | 0                 | 0                 | 0                 | 0                               | 7         | 0                    |
| IIR                                                                                     | 1997—2004       | 13                | 12                | 1                 | 0                 | 0                 | 7                               | 0         | 0                    |
| IIR-M                                                                                   | 2005—2009       | 8                 | 8                 | 0                 | 0                 | 0                 | 7                               | 0         | 1                    |
| IIF                                                                                     | 2010—2016       | 12                | 12                | 0                 | 0                 | 0                 | 12                              | 0         | 0                    |
| III                                                                                     | 2018—2023       | 5                 | 5                 | 0                 | 0                 | 8                 | 5                               | 0         | 0                    |
| IIIF                                                                                    | 2025—2034       | 0                 | 0                 | 0                 | 0                 | 22                | 0                               | 0         | 0                    |
| Всего                                                                                   | Всего           | 74                | 72                | 2                 | 0                 | 30                | 31                              | 7         | 1                    |
| (Последнее обновление данных: 17 июня 2020) Подробнее см. Список запусков спутников GPS |                 |                   |                   |                   |                   |                   |                                 |           |                      |

GPS состоит из трёх основных сегментов: космического, управляющего и пользовательского. Спутники GPS транслируют сигнал из космоса, и все приёмники GPS используют этот сигнал для вычисления своего положения в пространстве по трём координатам в режиме реального времени.
Космический сегмент состоит из 32 спутников, вращающихся на средней орбите Земли.
По состоянию на 7 апреля 2020 года используются по целевому назначению 31 космический аппарат (КА). На этапе ввода в систему — 0 КА, выведен на техобслуживание 1 КА.
По состоянию на 5 июля 2021 года 32 КА используются по целевому назначению.
Управляющий сегмент представляет собой главную управляющую станцию и несколько дополнительных станций, а также наземные антенны и станции мониторинга, ресурсы некоторых из упомянутых являются общими с другими проектами.
Пользовательский сегмент представлен приёмниками GPS, находящихся в ведении государственных институтов, и сотнями миллионов приёмных устройств, владельцами которых являются обычные пользователи.

### Космические спутники

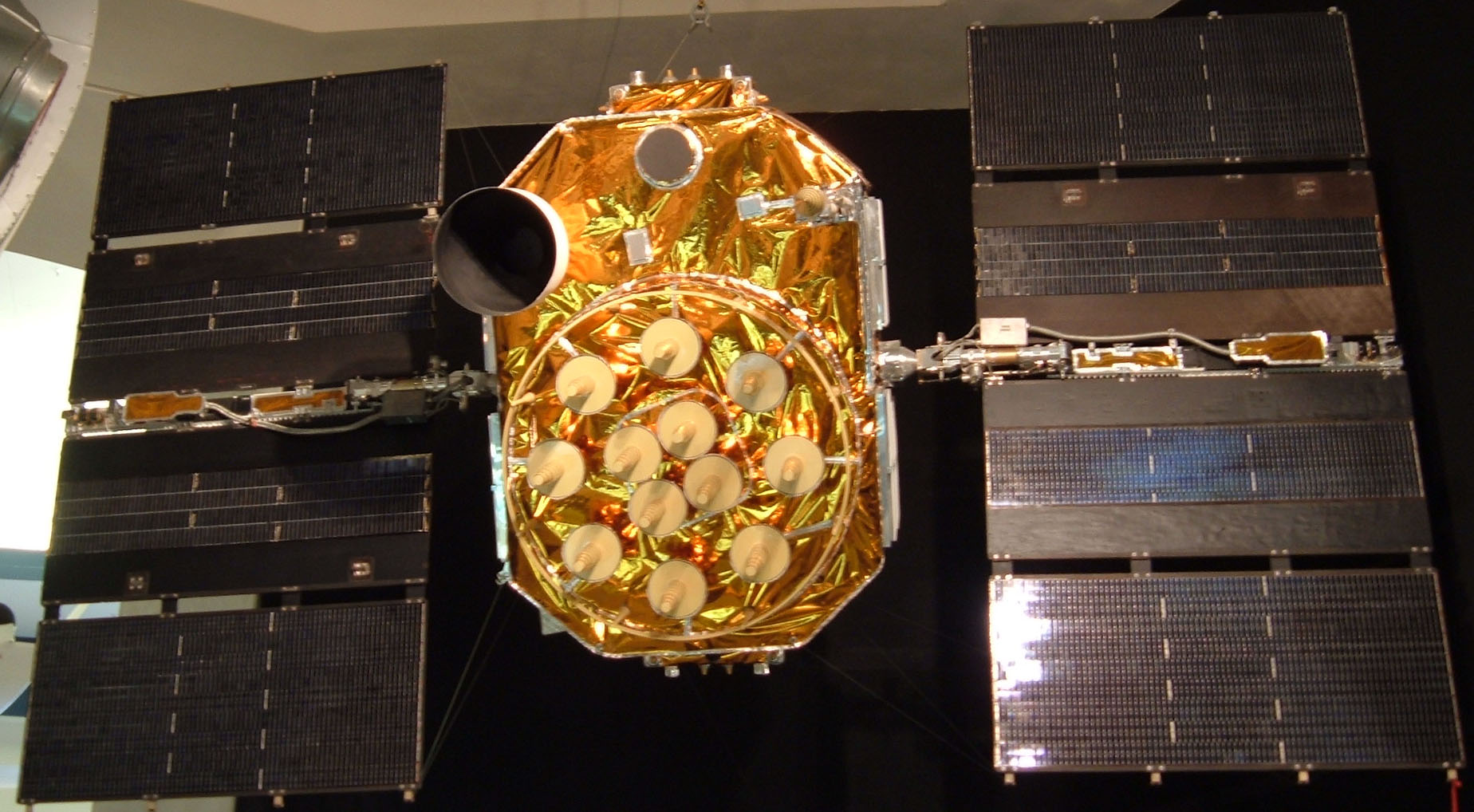
Незапущенный спутник, экспонирующийся в музее авиации и космонавтики Сан-Диего. Вид со стороны антенн. 2005 г.

#### Орбиты спутников

Сравнение орбит разных НС

Орбиты спутников системы GPS. Пример видимости спутников из одной из точек на поверхности Земли. Visible sat — число спутников, видимых над горизонтом наблюдателя в идеальных условиях (чистое поле)

Спутниковая группировка системы NAVSTAR обращается вокруг Земли по круговым орбитам с одной высотой и периодом обращения для всех спутников. Круговая орбита с высотой около 20 200 км (радиус орбиты около 26 600 км) является орбитой суточной кратности с периодом обращения 11 часов 58 минут; таким образом, спутник совершает два витка вокруг Земли за одни звёздные сутки (23 часа 56 минут). То есть, время между двумя последовательными прохождениями одной и той же точки земной поверхности подспутниковой точкой примерно равно 23 часам 56 минутам.
Наклонение орбиты (55°) является также общим для всех спутников системы. Единственным отличием орбит спутников является долгота восходящего узла, или точка, в которой плоскость орбиты спутника пересекает экватор: данные точки отстоят друг от друга приблизительно на 60 градусов. Таким образом, несмотря на одинаковые (кроме долготы восходящего узла) параметры орбит, спутники обращаются вокруг Земли в шести различных плоскостях, по 4 аппарата в каждой.

## Радиочастотные характеристики
Спутники излучают открытые для использования сигналы в диапазонах: L1 = 1575,42 МГц и L2 = 1227,60 МГц (начиная с Блока IIR-M), а модели IIF излучают также на частоте L5 = 1176,45 МГц. Эти частоты являются соответственно 154-й, 120-й и 115-й гармониками фундаментальной частоты 10,23 МГц, генерируемой бортовыми атомными часами спутника с суточной нестабильностью не хуже 10−13; при этом частота атомных часов сдвинута к значению 10,229 999 995 43 МГц, чтобы компенсировать релятивистский сдвиг, обусловленный движением спутника относительно наземного наблюдателя и разностью гравитационных потенциалов спутника и наблюдателя на поверхности Земли (см. Время спутниковых навигационных систем). Навигационная информация может быть принята антенной (обычно в условиях прямой видимости спутников) и обработана при помощи GPS-приёмника.
Сигнал с кодом стандартной точности (C/A-код — модуляция BPSK(1)), передаваемый в диапазоне L1 (и сигнал L2C (модуляция BPSK) в диапазоне L2, начиная с аппаратов IIR-M), распространяется без ограничений на использование. Первоначально используемое на L1 искусственное загрубление сигнала (режим селективного доступа — S/A) с мая 2000 года отключено. С 2007 года США окончательно отказались от методики искусственного загрубления. Планируется с запуском аппаратов Блок III введение нового сигнала L1C (модуляция BOC (1,1)) в диапазоне L1. Он будет иметь обратную совместимость, улучшенную возможность прослеживания пути и в большей степени совместим с сигналами L1 европейской системы спутникового позиционирования Galileo.
Для военных пользователей дополнительно доступны сигналы в диапазонах L1/L2, модулированные помехоустойчивым криптоустойчивым P(Y)-кодом (модуляция BPSK (10)). Начиная с аппаратов IIR-M введён в эксплуатацию новый М-код (используется модуляция BOC (10, 5)). Использование М-кода позволяет обеспечить функционирование системы в рамках концепции Navwar (навигационная война). М-код передается на существующих частотах L1 и L2. Данный сигнал обладает повышенной помехоустойчивостью, и его достаточно для определения точных координат (в случае с P-кодом было необходимо получение и кода C/A). Ещё одной особенностью M-кода станет возможность его передачи для конкретной области диаметром в несколько сотен километров, где мощность сигнала будет выше на 20 децибел. Обычный сигнал М уже доступен в спутниках IIR-M, а узконаправленный будет доступен только при помощи спутников GPS-III.
С запуском спутника блока IIF введена новая частота L5 (1176,45 МГц). Этот сигнал также называют safety of life (охрана жизни человека). Сигнал на частоте L5 мощнее на 3 децибела, чем гражданский сигнал, и имеет полосу пропускания в 10 раз шире. Сигнал смогут использовать в критических ситуациях, связанных с угрозой для жизни человека. Полноценно сигнал будет использоваться после 2014 года.
Сигналы модулируются псевдослучайными последовательностями (PRN — Pseudorandom Noise) двух типов: C/A-код и P-код. C/A (Clear access) — общедоступный код — представляет собой PRN с периодом повторения 1023 цикла и частотой следования импульсов 1,023 МГц. Именно с этим кодом работают все гражданские GPS-приёмники. P (Protected/precise)-код используется в закрытых для общего пользования системах, период его повторения составляет 2·1014 циклов. Сигналы, модулированные P-кодом, передаются на двух частотах: L1 = 1575,42 МГц и L2 = 1227,6 МГц. C/A-код передается лишь на частоте L1. Несущая, помимо PRN-кодов, модулируется также навигационным сообщением.
| Тип спутника                                                     | GPS-II        | GPS-IIA       | GPS-IIR       | GPS-IIRM              | GPS-IIF                             | GPS-III                                         |
| Масса, кг                                                        | 885           | 1500          | 2000          | 2000                  | 2170                                |                                                 |
| Срок жизни, лет                                                  | 7,5           | 7,5           | 10            | 10                    | 15                                  |                                                 |
| Эталон бортового времени                                         | Cs            | Cs            | Rb            | Rb                    | Rb+Cs                               |                                                 |
| Межспутниковая связь                                             | −             | +             | +             | +                     | +                                   |                                                 |
| Автономная работа, дней                                          | 14            | 180           | 180           | 180                   | >60                                 |                                                 |
| Антирадиационная защита                                          | −             | −             | +             | +                     | +                                   |                                                 |
| Антенна                                                          | −             | −             | Улучшенная    | Улучшенная            | Улучшенная                          |                                                 |
| Возможность настройки на орбите и мощность бортового передатчика | +             | +             | ++            | +++                   | ++++                                |                                                 |
| Навигационный сигнал                                             | L1:C/A+P L2:P | L1:C/A+P L2:P | L1:C/A+P L2:P | L1:C/A+P+M L2:L2C+P+M | L1:C/A+P+M L2:L2C+P+M L5:C(BPSK(10) | L1:C/A+P+M+L1C-I+L1C-Q L2:L2C+P+M L5:C(BPSK(10) |

24 спутника обеспечивают полную работоспособность системы в любой точке земного шара, но не всегда могут обеспечить уверенный приём и хороший расчёт позиции. Поэтому, для увеличения точности позиционирования и резерва на случай сбоев, общее число спутников на орбите поддерживается в большем количестве (32 аппарата в сентябре 2018 года).

### Наземные станции контроля космического сегмента
Слежение за орбитальными аппаратами осуществляется с помощью главной контрольной станции и 10 станций слежения. Главная станция расположена на авиабазе ВВС США Фалькон, штат Колорадо. Остальные станции слежения расположены на американских военных базах в Колорадо-Спрингс, на островах Гаваи, Вознесения, Диего-Гарсия, Кваджелейн. Станции острова Вознесения, Диего-Гарсия, Кваджелейн способны посылать на спутники корректировочные данные в виде радиосигналов с частотой 2000—4000 МГц. Спутники последнего поколения распределяют полученные данные среди других спутников.

## Применение GPS

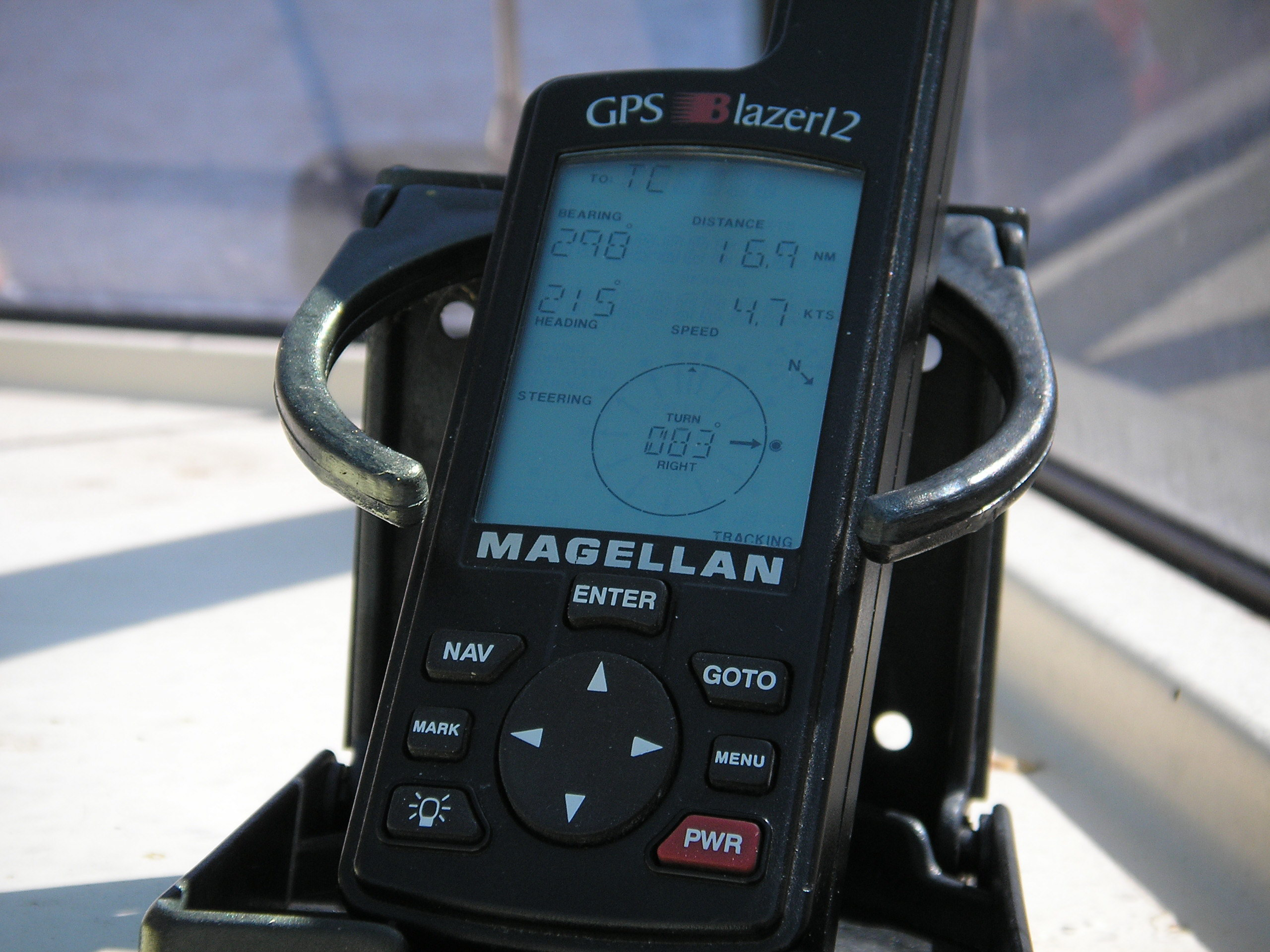
Приёмник сигнала GPS Magellan Blazer12 в 2005 году

Несмотря на то, что изначально проект GPS был направлен на военные цели, сегодня GPS широко используются в гражданских целях.
GPS-приёмники продают во многих магазинах, торгующих электроникой, их встраивают в мобильные телефоны, смартфоны, наручные электронные часы, КПК и онбордеры. Потребителям также предлагаются различные устройства и программные продукты, позволяющие видеть своё местонахождение на электронной карте; имеющие возможность прокладывать маршруты с учётом дорожных знаков, разрешённых поворотов и даже пробок; искать на карте конкретные дома и улицы, достопримечательности, кафе, больницы, автозаправки и прочие объекты инфраструктуры.
- Геодезия: с помощью GPS определяются точные координаты точек и границы земельных участков.
- Картография: GPS используется в гражданской и военной картографии.
- Навигация: с применением GPS осуществляется как морская, так и дорожная навигация.
- Спутниковый мониторинг транспорта: с помощью GPS ведётся мониторинг за положением, скоростью автомобилей, контроль за их движением.
- Сотовая связь: первые мобильные телефоны с GPS появились в 90-х годах. В некоторых странах, например США, GPS используется для оперативного определения местонахождения человека, звонящего по телефону экстренной помощи 911. В России в 2010 году начата реализация аналогичного проекта ЭРА-ГЛОНАСС.
- Тектоника, Тектоника плит: с помощью GPS ведутся наблюдения движений и колебаний плит[14].
- Активный отдых: есть разные игры, где применяется GPS, например, геокэшинг и др.
- Геотегинг: информация, например фотографии, «привязываются» к координатам благодаря встроенным или внешним GPS-приёмникам.

Высказывались предложения об интеграции систем Iridium и GPS.

## Точность
Составляющие, которые влияют на погрешность одного спутника при измерении псевдодальности, приведены ниже:
| Источник погрешности                                  | Среднеквадратичное значение погрешности, м |
| ----------------------------------------------------- | ------------------------------------------ |
| Нестабильность работы генератора                      | 6,5                                        |
| Задержка в бортовой аппаратуре                        | 1,0                                        |
| Неопределённость пространственного положения спутника | 2,0                                        |
| Другие погрешности космического сегмента              | 1,0                                        |
| Неточность эфемерид                                   | 8,2                                        |
| Другие погрешности наземного сегмента                 | 1,8                                        |
| Ионосферная задержка                                  | 4,5                                        |
| Тропосферная задержка                                 | 3,9                                        |
| Шумовая ошибка приёмника                              | 2,9                                        |
| Многолучёвость                                        | 2,4                                        |
| Другие ошибки сегмента пользователя                   | 1,0                                        |
| Суммарная погрешность                                 | 13,1                                       |

Суммарная погрешность при этом не равна сумме составляющих, а складывается квадратично: {\displaystyle \Delta ={\sqrt {\delta _{1}^{2}+\delta _{2}^{2}+...+\delta _{n}^{2}}},} поскольку составляющие погрешности считаются независимыми.
Коэффициент корреляции погрешностей двух рядом стоящих GPS приёмников(при работе в кодовом режиме) составляет 0,15—0,4 в зависимости от соотношения сигнал/шум. Чем больше соотношение сигнал/шум, тем больше корреляция. При затенении части спутников и переотражении сигнала корреляция может падать вплоть до нуля и даже отрицательных величин. Также коэффициент корреляции погрешностей зависит от геометрического фактора. При PDOP < 1,5 корреляция может достигать значения 0,7. Так как погрешность GPS складывается из многих составляющих, она не может быть представлена в виде нормального белого шума. По форме распределения погрешность есть сумма нормальной погрешности, взятой с коэффициентом 0,6—0,8 и погрешности, имеющей распределение Лапласа с коэффициентом 0,2—0,4. Автокорреляция суммарной погрешности GPS падает до значения 0,5 в течение приблизительно 10 секунд.
Типичная точность современных GPS-приёмников в горизонтальной плоскости составляет примерно 6—8 метров при хорошей видимости спутников и использовании алгоритмов коррекции. На территории США, Канады, Японии, КНР, Европейского Союза и Индии имеются станции WAAS, EGNOS, MSAS и т. д., передающие поправки для дифференциального режима, что позволяет снизить погрешность до 1—2 метров на территории этих стран. При использовании более сложных дифференциальных режимов точность определения координат можно довести до 10 см.
Точность любой СНС сильно зависит от открытости пространства, от высоты используемых спутников над горизонтом.
Начиная с 2010 года запускаются космические спутники версии GPS IIF, которые обеспечивают гораздо более высокую точность определения координат. Если аппараты GPS IIA/IIR/IIR-M имеют погрешность 6 метров, то с помощью новых спутников возможно определять местоположение с погрешностью не более 60—90 см. Повышенная точность спутников GPS нового поколения стала возможной благодаря использованию более точных атомных часов. Поскольку спутники перемещаются со скоростью около 14 000 км/ч (3,874 км/с) (круговая скорость на высоте 20 200 км), повышение точности времени даже в шестом знаке является критически важным для трилатерации.
Первоначально планировалось запустить 33 спутника нового поколения, но из-за технических проблем начало запуска перенесли с 2006 года на 2010 год, а количество спутников уменьшили с 33 до 12. На сентябрь 2018 года на орбиту выведены все двенадцать спутников из новой версии: GPS IIF SV-1 (запущен 28 мая 2010 года), GPS IIF-2 (запущен 16 июля 2011 года), GPS IIF-3 (запущен 4 октября 2012 года), GPS IIF-4 (запущен 15 мая 2013 года), GPS IIF-5 (запущен 21 февраля 2014 года), GPS IIF-6 (запущен 17 мая 2014 года), GPS IIF-7 (запущен 2 августа 2014 года), …GPS IIF-8 (запущен 29 октября 2014 года), GPS IIF-9 (запущен 25 марта 2015 года), GPS IIF-10 (запущен 15 июля 2015 года), GPS IIF-11 (запущен 30 октября 2015 года), GPS IIF-12 (запущен 5 февраля 2016 года).
Однако даже точности в 10 см недостаточно для ряда задач геодезии, в частности, для привязки к местности границ смежных земельных участков. При ошибке в 10 см площадь участка в 600 м² может уменьшиться или увеличиться на 10 м². В настоящее время для геодезических работ всё чаще применяют GPS приёмники, работающие в режиме RTK. В таком режиме приёмник получает как сигнал со спутников, так и сигналы с наземных базовых станций. Режим RTK обеспечивает в реальном времени точность порядка 1 см в плане и 2 см по высоте.

## Недостатки
Общим недостатком использования любой радионавигационной системы является то, что при определённых условиях сигнал может не доходить до приёмника или приходить со значительными искажениями или задержками. Например, практически невозможно определить своё точное местонахождение в глубине квартиры внутри железобетонного здания, в подвале или в тоннеле даже профессиональными геодезическими приёмниками. Так как рабочая частота GPS лежит в дециметровом диапазоне радиоволн, уровень сигнала от спутников может серьёзно снизиться под плотной листвой деревьев или из-за очень большой облачности. Нормальному приёму сигналов GPS могут повредить помехи от многих наземных радиоисточников, а также (в редких случаях) от магнитных бурь либо преднамеренно создаваемые «глушилками» (данный способ борьбы со спутниковыми автосигнализациями часто используется автоугонщиками). Постановка помех приемникам GPS-сигналов эффективно использовалась для борьбы со средствами наведения крылатых ракет во время операций США и Великобритании в Ираке, а также «Решительной силы» НАТО в Союзной Республике Югославии. Это приводило к самоликвидации крылатых ракет, а также к нештатному их полёту по несанкционированной траектории. Более эффективно выполнять задачи спутниковой навигации в сложных помеховых условиях позволяет применение в GPS-системе цифровых антенных решёток, обеспечивающих формирование «нулей» в диаграмме направленности антенной системы в направлениях на источники активных помех.
Невысокое наклонение орбит GPS (примерно 55°) серьёзно ухудшает точность в приполярных районах Земли, так как спутники GPS невысоко поднимаются над горизонтом, в результате на луче зрения находится бо́льшая воздушная масса, а также возможные объекты вблизи горизонта (здания, горы и т. п.). Погрешности в определении псевдодальности, вносимые ионосферой и тропосферой, для спутника в зените составляют 1 м и 2,3 м соответственно, тогда как для надгоризонтного спутника эти величины могут достигать 100 м и 10 м, соответственно.
GPS реализована и эксплуатируется министерством обороны США, и поэтому есть полная зависимость от этого органа в получении другими пользователями точного сигнала GPS.

## Хронология

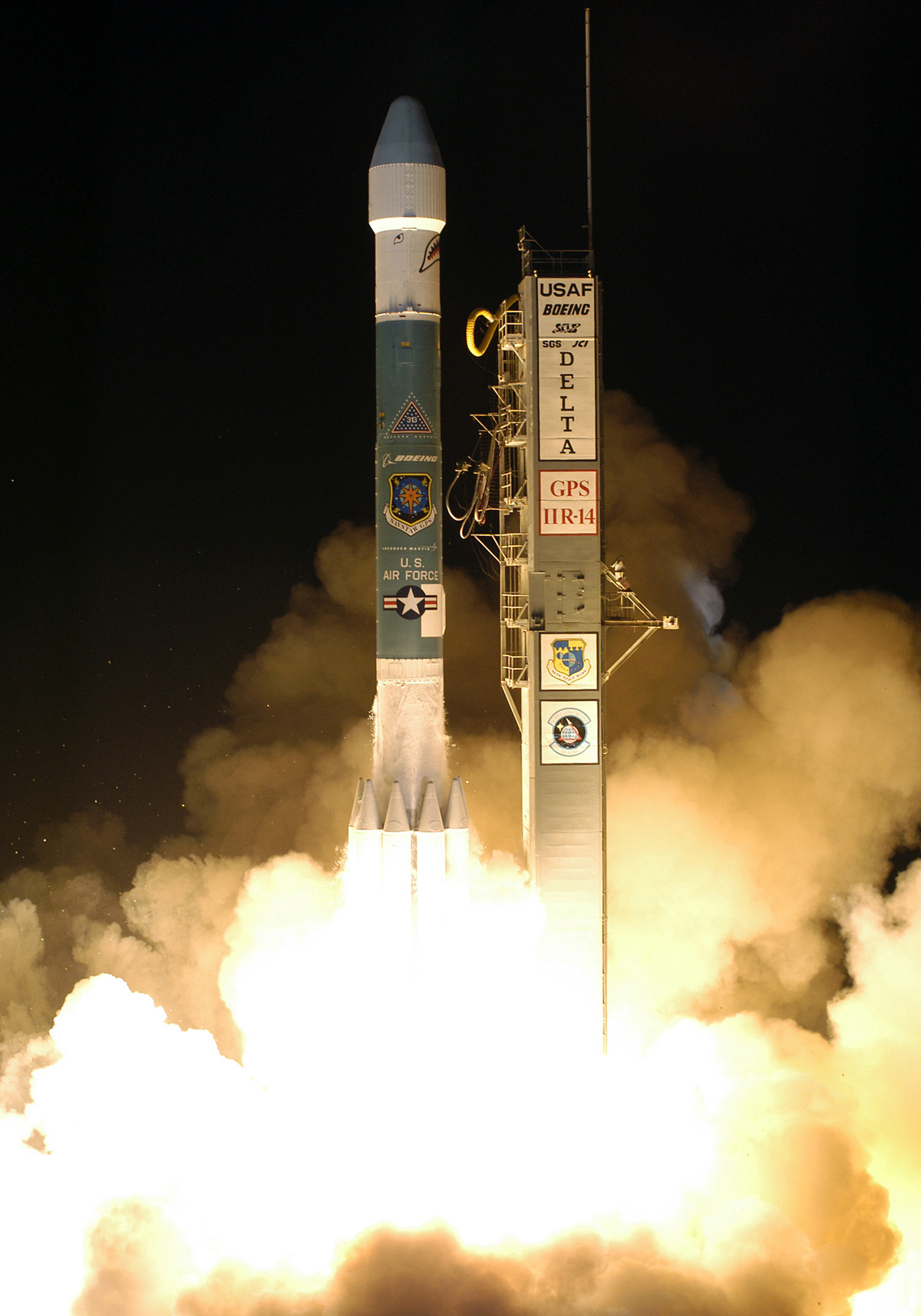
Запуск спутника GPS-IIR-14 ракетой Delta 7925. 25.09.2005, Мыс Канаверал, США

| 1973         | Решение о разработке спутниковой навигационной системы |
| 1974—1979    | Испытание системы |
| 1977         | Приём сигнала от наземной станции, имитирующей спутник системы |
| 1978—1985    | Запуск одиннадцати спутников первой группы (Block I) |
| 1979         | Сокращение финансирования программы. Решение о запуске 18 спутников вместо запланированных 24. |
| 1980         | В связи с решением свернуть программу использования спутников Vela системы отслеживания ядерных взрывов эти функции было решено возложить на спутники GPS. Старт первых спутников, оснащённых датчиками регистрации ядерных взрывов.                                                   |
| 1980—1982    | Дальнейшее сокращение финансирования программы |
| 1983         | После гибели самолёта компании Korean Airline, сбитого над территорией СССР, принято решение о предоставлении сигнала гражданским службам |
| 1986         | Гибель космического челнока Space Shuttle «Challenger» приостановила развитие программы, так как планировалось использование космических челноков для вывода на орбиту второй группы спутников. В результате основным транспортным средством была выбрана ракета-носитель «Дельта»     |
| 1988         | Решение о развёртывании орбитальной группировки в 24 спутника. 18 спутников не в состоянии обеспечить бесперебойного функционирования системы. |
| 1989         | Активация спутников второй группы |
| 1990—1991    | Временное отключение SA (англ. selective availability — искусственно создаваемой для неавторизированных пользователей округления определения местоположения до 100 метров) в связи с войной в Персидском заливе и нехваткой военных моделей приёмников. Включение SA 1 июня 1991 года. |
| 08.12.1993   | Сообщение о первичной готовности системы (англ. Initial Operational Capability). В этом же году принято окончательное решение о предоставлении сигнала для бесплатного пользования гражданским службам и частным лицам                                                                 |
| 1994         | Спутниковая группировка укомплектована |
| 27.04.1995   | Полная готовность системы (англ. Full Operational Capability) |
| 01.05.2000   | Отключение SA для гражданских пользователей, таким образом точность определения выросла со 100 до 20 метров |
| 26.06.2004   | Подписание совместного заявления по обеспечению взаимодополняемости и совместимости Galileo и GPS |
| Декабрь 2006 | Российско-американские переговоры по сотрудничеству в области обеспечения взаимодополняемости космических навигационных систем ГЛОНАСС и GPS. |

## Текущее состояние
Состав космической навигационной системы GPS на 13 сентября 2021 года:
Всего в составе GPS: 32 космических аппарата
- Используется по целевому назначению 31 космический аппарат
- Временно выведен на техобслуживание 1 космический аппарат
- На этапе вывода из системы 0 космических аппаратов